# Leaves of the Tree
Leaves of the Tree è un film del 2015 diretto da Ante Novakovic.
Film drammatico italo-americano con protagonisti Eric Roberts, Sean Young, Federico Castelluccio e Armand Assante.  È basato sul libro Kindness for the Damned di DJ Healey. È anche il debutto alla regia di Novakovic.

## Trama
Patrick è un avvocato specializzato nella tutela dei brevetti a cui viene diagnosticata una grave malattia. A causa di tale patologia, Patrick viene licenziato dallo studio legale presso cui svolgeva la propria attività professionale e, grazie al suggerimento di un suo cliente, incontra un medico siciliano. Questi gli parla del potere curativo delle foglie di olivo provenienti da una pianta secolare della sua isola natia. Patrick, incuriosito, decide di intraprendere un viaggio per capire l'origine del potere di quell'ulivo.